# Prometopus
Prometopus là một chi bướm đêm thuộc họ Noctuidae.

## Loài
- Prometopus albistigma (Swinhoe, 1904)
- Prometopus asahina (Kobes, 1985)
- Prometopus inassueta Guenée, 1852
- Prometopus flavicollis Leech